# 国鉄ヤ450形貨車
国鉄ヤ450形貨車（こくてつヤ450がたかしゃ）は、かつて日本国有鉄道（国鉄）に在籍した事業用貨車（職用車）である。

## 概要
開発当時、動力近代化の進展により電化区間の延長が行われていたが、架線敷設工事は人力に頼っていた。
しかし労働力不足の進行、列車本数の増加により夜間の短時間に作業を行う必要が生じた為、従来の人手による作業を機械化し効率性や安全性の向上を図るべく一連の電化工事用職用車群が開発された。
本形式の前に昭和43年度から昭和44年度にかけて電柱を建てる建柱作業用のヤ360形、ヤ370形、ヤ395形、装柱作業用のヤ380形、ヤ390形が既に完成しており、残る架線関係工事用のうちトロリー線と吊架線の延線に使用される架線延線車として1970年（昭和45年）に1両（ヤ450）が富士重工業にて製作された。
計画ではこの他に架線金具の取付と調整に用いる装線車も製作される予定だったが、こちらは製作されなかった。

## 構造
車体上には前位側から運転室および配電盤やリレー類を収めた機器室、2つの昇降式作業台、補助運転室がある。
前位側の作業台には吊架線フックの位置を検出し機器の動作タイミングを決定するフック検出装置、後位側の作業台には、終端部の接続作業時に油圧ウインチで張力を与える引留装置、吊架線とトロリー線に所定の張力を与える張力調整装置、吊架線とトロリー線を仮止めするハンガーを設置する仮ハンガー射出装置、検出装置で検出したフックに吊架線をかける吊架線懸架装置が搭載されている。
2つの作業台の間の車体上には吊架線とトロリー線を収納しているドラム装置、後位側の作業台下には架線張替え作業時に古いトロリー線を回収する巻取ドラム装置が設置されている。
車体色は黄1号、寸法関係は全長は20,000 mm、全幅は2,900 mm、全高は4,050 mm、台車間距離は14,400 mm、自重は49.2 t、換算両数は積車5.0、空車5.0である。
エンジンは水平シリンダー型のDMH17Hディーゼルエンジンを搭載し、これに液体変速機である振興造機TC-2Aを組み合わせた。この動力を用いて 45 km/h で自走可能である。
本形式の大きな特徴として台車を交換することにより在来線、新幹線の両対応が可能であった。台車はDD13形ディーゼル機関車のDT113を基にしたDT41（在来線用）と、DT8003（新幹線用）である。

## 運用の変遷
新製後は東京電気工事局に配属され、1971年3月25日に房総西線（現 内房線）の和田浦～南三原間の作業に投入されたのを皮切りに、関西本線奈良・湊町間電化工事、紀勢本線新宮・和歌山間電化工事など各地の電化工事に投入された。
また新幹線においても、1971年6月下旬から山陽新幹線西明石～姫路間で約7kmにわたって施工している。他に山陽新幹線博多延伸工事にも使用されたと言われている。
しかし、大型の車両であり留置線の確保の問題や、車輪が電気的に絶縁構造となっておらず作業時の踏切動作の問題、また架線金具（可動ブラケット）の構造変更により使用に制約がかかるようになり、小型の保線機械へ置き換えられていった。
その後、旧大網駅構内に長期間留置された後、1984年（昭和59年）に廃車となり同時に形式消滅となった。